# Challapalli
Challapalli là một trong 50 mandal thuộc huyện Krishna, bang Andhra Pradesh.